# Будинок Журавльових (Хмельницький)
Будинок Журавльових (місто Хмельницький, вул. Проскурівська, 7) житловий будинок рубежу XIX–XX століть з ресторанним магазином, який належав купецькій родині Журавльових. Пам'ятка архітектури місцевого значення.

## Історія
Історія будинку пов'язана з розвитком торгової справи в Проскурові — колись у ньому знаходився перший та найкращий гастрономічний магазин Проскурова. В 1880 р. місцевий купець Василь Журавльов відкрив у місті перший гастрономічний магазин, як тоді говорили, «європейського стилю», який розташовувався в орендованому міському будинку на розі вулиць Олександрівської (нині Проскурівська) і Дворянської (нині Володимирська). Нині приблизно на цьому місці знаходиться естрадний майданчик. Орендоване приміщення було переобладнано, і незабаром новий «Магазин Журавльова» прийняв перших покупців. Широкий вибір вітчизняних та імпортних бакалійних і гастрономічних товарів, можливість брати товар у кредит і робити замовлення, доставка додому і дегустація — усе це було для провінційного Проскурова дивиною. На цьому Василь Журавльов не зупинився та незабаром відкрив ще один (дещо менший) магазин на центральній вулиці Проскурова, на місці нинішнього будинку № 49. На поч. 20 ст. власницею фірми стає дочка Журавльова Віра Василівна (у шлюбі Вильчек). З цього часу торгові заклади були перейменовані в «Магазини Журавльової». Саме така вивіска з'явилася на новому двоповерховому будинку по вул. Олександрівській (нині Проскурівська, 7), який купчиха побудувала за допомогою рідного дядька Семена Журавльова. На верхньому поверсі була влаштована власна квартира, а більшу частину нижнього відведено під торгові площі нового гастроному.
У 1970–1990 рр. на першому поверсі знаходились аптека і магазин промислових товарів, на другому поверсі — гуртожиток Хмельницького музичного училища. Нині на першому поверсі — аптека, піцерія, магазин, на другому та добудованому третьому — офісні приміщення.

## Архітектура
На початку XX ст. у Проскурові набув популярності «цегляний стиль», або «стиль київських підрядчиків». Головну роль в ньому відіграють художні та технічні якості цегли. Зразки «цегляного стилю» — переважно громадські споруди або житлові приватні будинки, що збереглись донині. Будинок Журавльових — цікавий зразок споруди, виконаний у найкращих традиціях цегляного мурування.
Триповерховий (третій поверх добудований у 2002 р.), цегляний, у плані прямокутний. Виконаний у відкритій червоній цеглі, декоровано різностилевими цегляними деталями. Виокремлюється центральна розкріповка, яка підкреслена рустованими пілястрами, кованим балконом (відновлений у 2004 р.) на другому поверсі та увінчана триступеневим аттиком. Аттик та карниз фасаду увінчаний типовими для цегляної архітектури зубчиками. Вікна прямокутні, оздоблені замковими каменями.
Будинок — яскравий зразок архітектурного вирішення житлово-торгової споруди у цегляному стилі періоду історизму. У 2002–2004 рр. проведена реконструкція будинку — добудовано третій поверх, відновлено балкон другого поверху.
У 2011 р. цегляну кладку фасаду першого поверху затиньковано гіпсовою сумішшю, що вкупі з облицюванням частини фасаду плиткою призвело до значної втрати автентичного вигляду фасаду.